# Cynanchum ambovombense
Cynanchum ambovombense är en oleanderväxtart som först beskrevs av S. Liede, och fick sitt nu gällande namn av Liede och Meve. Cynanchum ambovombense ingår i släktet Cynanchum och familjen oleanderväxter. Inga underarter finns listade i Catalogue of Life.